# Villa Serrano
Villa Serrano est une petite ville du département de Chuquisaca en Bolivie. C'est le siège de la province de Belisario Boeto.

## Population
Au recensement de 2001, Villa Serrano comptait 2 877 habitants.

## Festivités
La ville est connue pour sa célébration de Noël, quand la population danse le chuntunquis en l'honneur de la naissance de Jésus-Christ.

## Personnalités nées à Villa Serrano
- Mauro Núñez, un des plus grands compositeurs et interprètes de charango de Bolivie[3].
- Le sénateur et président de la chambre des sénateurs Milton Baron Hidalgo[4].

## Instrument record

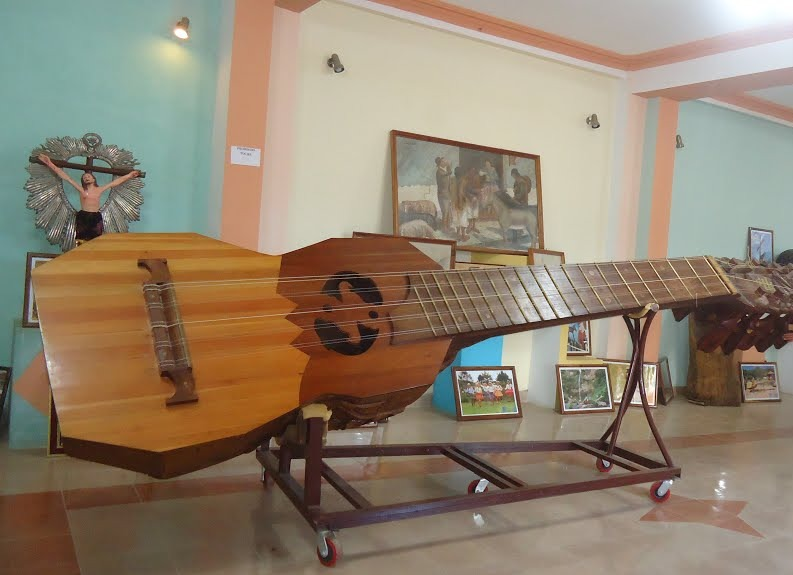
Le plus grand charango du monde.

Un charango, conservé au musée local et crédité au Livre Guinness des records comme étant le charango le plus grand du monde a été construit en hommage au musicien Mauro Núñez. Ses mesures sont de 6,13 mètres de longueur et de 1,13 mètre de largeur et il nécessite trois musiciens pour en jouer.